# Guadalcanal (kommun)
Guadalcanal är en kommun i Spanien.   Den ligger i provinsen Provincia de Sevilla och regionen Andalusien, i den sydvästra delen av landet, 300 km sydväst om huvudstaden Madrid. Antalet invånare är 2 897.